# Навесной замок

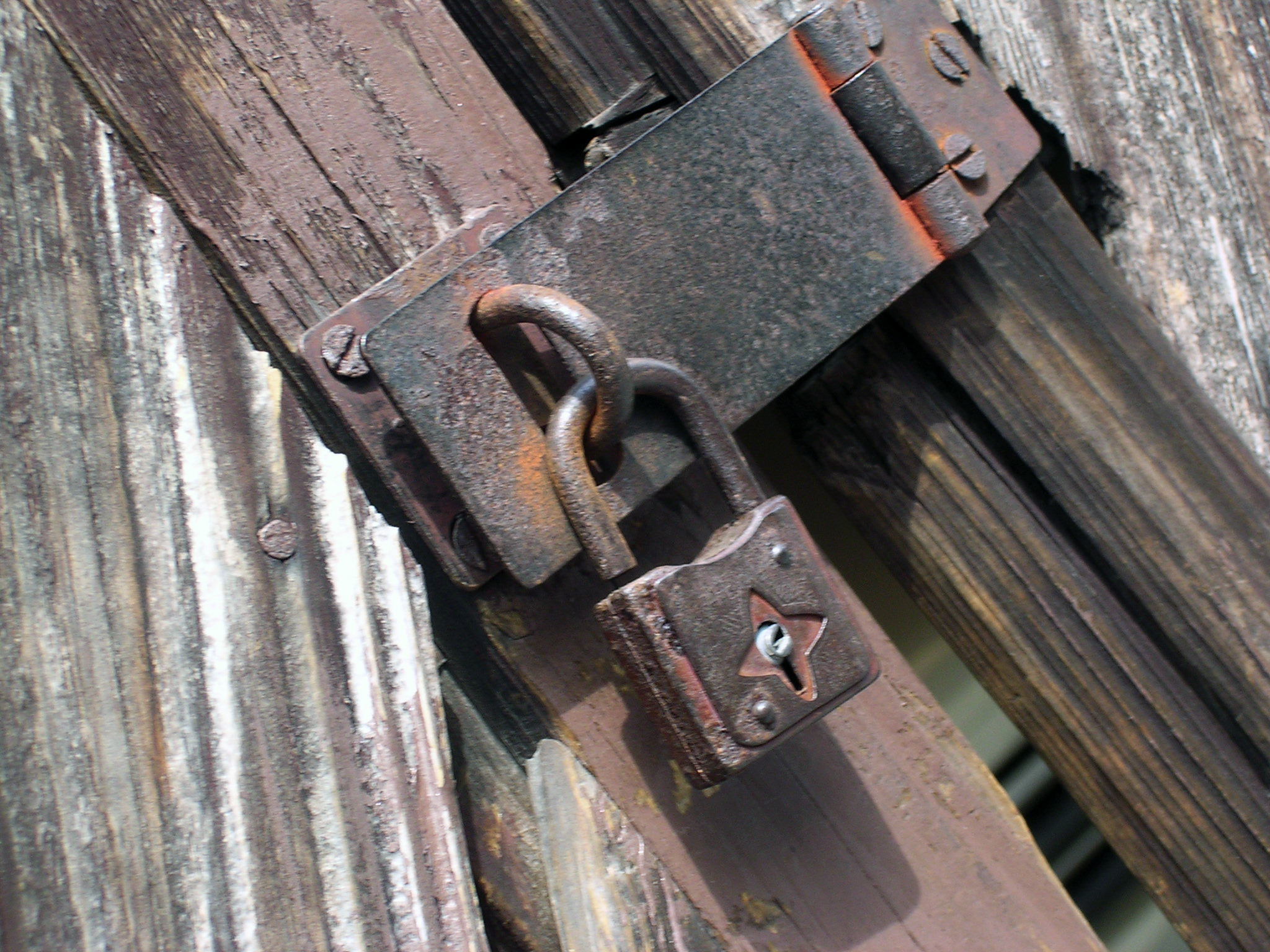
Навесной замок

Навесно́й замо́к, висячий замок — замок, автономная конструкция которого позволяет полностью отделить его от элементов фиксации (проушин на створке двери и дверной коробки, рамы велосипеда и неподвижной опоры…). Имеет многократно большую область применения чем стационарные дверные замки и потому большее количество модификаций корпуса и дужки.

## История
О происхождении и развитии искусства изготовления навесных замков известно очень мало. Китайские учёные Хсинг-Хуэй и Хуан Хун Сен-Янь защитившие в 2004 году докторские диссертации на эту тему, провели анализ различных навесных замков по типам и форме дуги и охранной пружины. Несмотря на отсутствие исторических записей, по их мнению, навесные замки изготовлялись ещё в Древнем Китае, то есть как минимум пару тысячелетий назад.
Правда, некоторые западные ученые считают, что замки в Китае появились немного позже, чем в Западной Европе. Считают, что конструкция навесных замков появилась примерно во II—III веках в Римской империи. Присутствует существенное сходство между замками изготовленными в Древнем Китае и в Скандинавии датируемыми концом эпохи викингов, несмотря на то, что влияние Римской империи на их культуру исключено.
Но навесные замки с охранной пружиной на дуге впервые использовались императорами и богатыми чиновниками эпохи Цзинь (265—420 н. э.). Вполне возможно, что появление замков в Китае в это время связано с налаживанием торговых отношений с Индией и Ираном, в которых получали распространение некоторые римские технологии. Так в Китай попали навесные замки, где уже были адаптированы к китайской культуре. Навесные замки, помимо средства защиты от воров, были привлекательными и интересными символами и подчеркивали социальный статус владельца.
В культурах разных стран навесным замкам часто придавали формы различных амулетов, животных и оберегов. Считалось, что они способны привлекать счастье, удачу и богатство в дом.
В XXI веке, с развитием IoT-технологий, стали появляться умные замки, в том числе навесные умные замки, работающие в автономном режиме от аккумуляторов. 

## Виды навесных замков
Навесные замки можно разделить на группы по нескольким основаниям, например — по материалу изготовления корпусов, по виду конструкций (открытого или закрытого типа), а также по наличию IoT технологий. Что касается материалов изготовления, самые распространенные это — чугун, латунь, сталь, алюминий и его сплавы. 

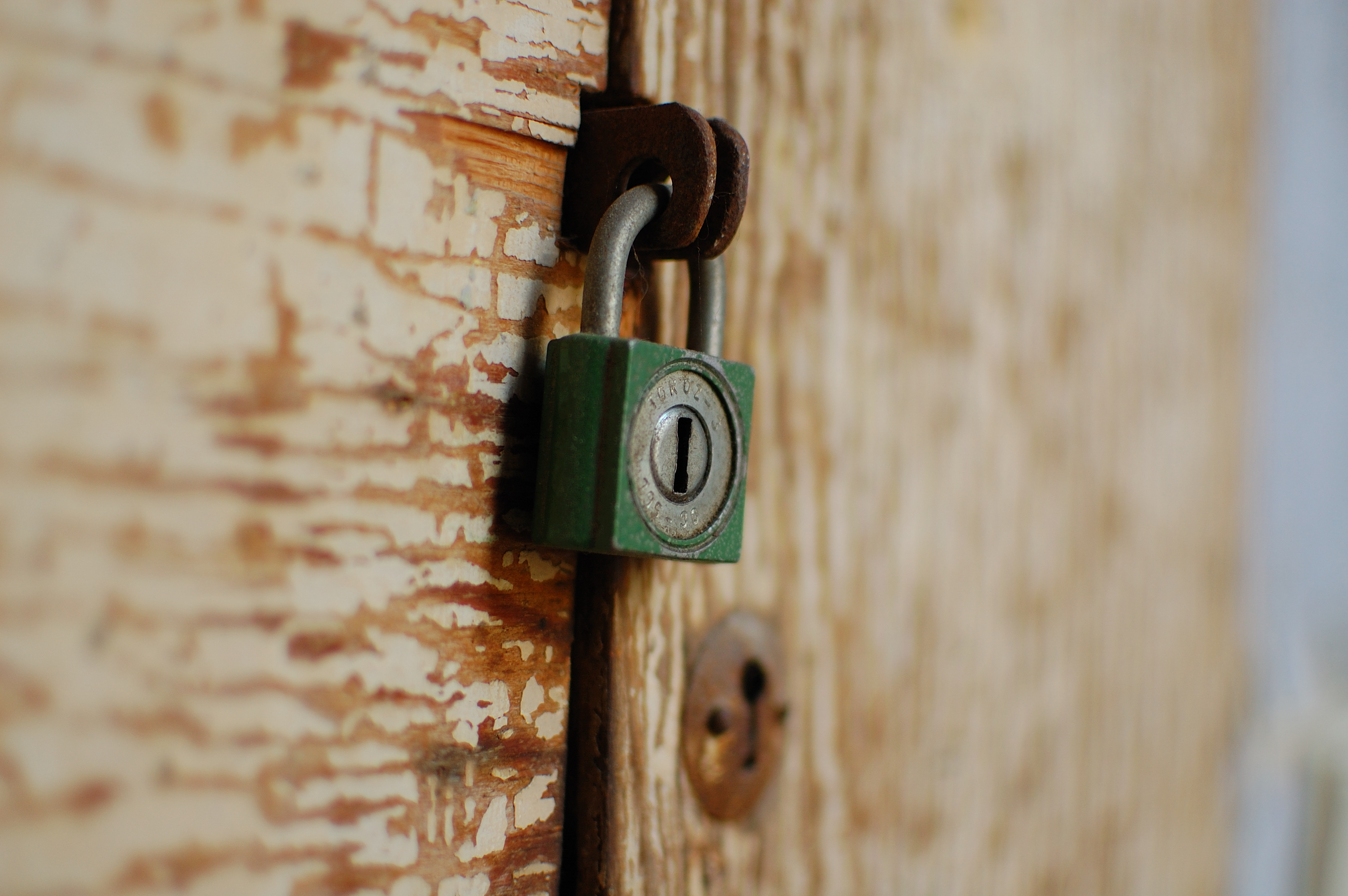
Навесной замок из чугуна

- Чугунные навесные замки дешевы, устойчивы к коррозии и деформации, могут быть любой формы, так как изготавливаются литьевым способом.
- Латунные навесные замки приятны глазу и коррозиеустойчивы, но не особо распространены из-за дороговизны и мягкости материала.
- Стальные навесные замки обладают повышенной прочностью, однако сталь легко поддается коррозии и относится к дорогим материалам. Чтобы избежать коррозии, некоторые замки изготавливаются из нержавеющей стали, что делает их ещё дороже.

По виду конструкций выделяют навесные замки открытого и закрытого типа, в зависимости от чего определяется их предназначение.
В XXI веке в замках стали появляться IoT-технологии, такие навесные умные замки позволили использоваться ими дистанционно.

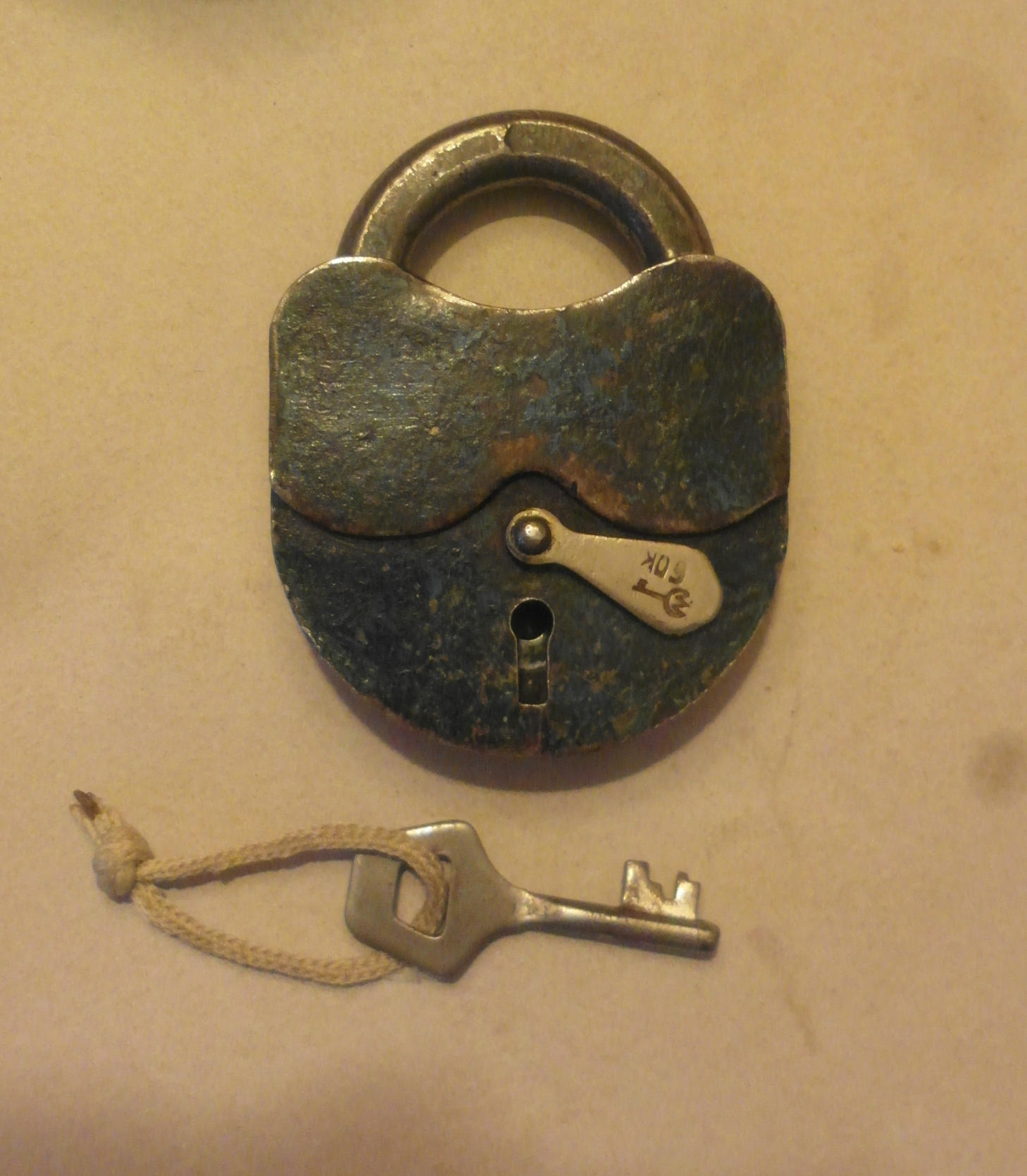
Ржавый стальной замок 60-х годов XX века